# Penumbra: Requiem
Penumbra: Requiem (в России известна как Пенумбра 3. Реквием) — дополнение компьютерной игры Penumbra: Black Plague в жанре survival horror, разработанное шведской компанией Frictional Games и выпущенное в 2008 году компанией Paradox Interactive. На территории России игра издаётся компанией 1С. Данная игра является третьей частью в серии игр Penumbra.

## Сюжет
Игра начинается сразу же после того момента, когда заканчивается вторая часть. Филипп пересылает по электронной почте сообщение со словами «Kill them. Kill them all.» (рус. «Убить их. Всех убить.»), после чего какое-то существо бьет его по голове и он теряет сознание. Через какое-то время Филипп просыпается в подземном сооружении, напоминающем гробницу, и управление переходит игроку.
Филипп находит окружение довольно знакомым, его охватывает чувство дежавю — всё напоминает уже произошедшее: видит лестницу, которой воспользовался в прошлом, некоторые комнаты точь-в-точь вынуждают выполнить ранее сделанные действия. Например, он попадет в помещение, где огромный вентилятор роняет крутящуюся тень на пол, а проход завален камнями.
Он проходит 9 уровней-испытаний, в течение которых находит оставленные записи Элоффа Карпентера — того самого, кто оставил запись на кассете в начале предыдущей игры — и слушая подсказки чьего-то женского голоса. Возвышенный, как он про себя говорит, пришёл в этот комплекс полтора дня назад, в записках он оставляет свои мысли по поводу происходящего. В одном из последних уровней он напрямую связывается с сознанием Филиппа. Элофф говорит, что достигнув конца он оказался в ловушке: «Где… где я? Вы меня ещё слышите? Он… обещал мне смерть, тот безумец, а я отказался. Я думал, что моя жизнь будет подвластна мне всегда. Не совершайте моей ошибки — посмотрите, вот я, заперт здесь, как в ловушке. Кругом темнота…» — и игрок на мгновение видит его глазами. Карпентер говорил про Рыжего, «давнего друга» протагониста, тоже связавшимся с ним по рации, как и с Филиппом. Том Редвуд влечёт главного героя к себе и обещает покончить с бесконечным безумием; герой, не имея выбора, просто идёт вперёд. В последнем уровне Филипп приходит в красную комнату-крематорий, где убил Рыжего по его просьбе в событиях первой части игры. Том предлагает войти в печь и сгореть, что и делает Филипп. Перед финальными титрами наконец-то становится ясно, что всё это было бредом умирающего протагониста, всё ещё находящегося в комнате с компьютером. Если принять во внимание слова Элоффа Карпентера, то Филипп, приняв предложение Рыжего, возможно, умер по-настоящему.
Можно окончить игру и «хорошей» концовкой — для этого нужно просто выйти из красной комнаты через дверь за спиной игрока, после которой Филипп оказывается в знакомой каюте корабля. Возможно, все события всех трёх частей тоже были плодом воображения героя, всё это время спавшего на корабле, а возможно, что это последнее и предсмертное видение Филиппа, так как на стене в каюте висит картина, которой попросту нет в реальном мире. Возможно, Филипп выбрался из научного комплекса, но, скорее всего, погиб. На этом повествование Пенумбры оканчивается.
Так же можно предположить, что сюжет игры являлся предсмертным бредом Филиппа на «финальной» стадии заражения. В Penumbra: Black Plague после первого знакомства с Амабель Свансон на экране появляется файл в котором подробно описываются вирус и признаки заражения. Там же и рассказывают о «финальной» стадии: «Прежде чем впасть в беспамятство, заражённые рассказывают о странных ощущениях, будто все события, произошедшие ранее и хоть как-то связанные с вирусом, всплывают перед глазами, после чего человек умирает».

## Геймплей
Так как в игре используется та же механика взаимодействия героя с окружением и движок, внешне процесс почти не изменился. Но, в силу концепции, были исключены традиционные квестовые составляющие. Филипп не может помещать вещи в инвентарь (но может перемещать в пространстве), который теперь служит только контейнером медикаментов и осветительных приспособлений — этим игра почти полностью повторяет тактильную модель Half-Life 2. Блокнот просто информирует о том, сколько ключей ещё осталось найти для ухода с уровня. Ключи — шары, похожие на артефакт сохранения, со светящимися точками — герой должен находить, чтобы активировать портал с выходом на следующий уровень. Шары, обычно, расположены в труднодоступных местах, и всегда нужно проявить логику или ловкость для их получения.

## Отзывы
| Сводный рейтинг    | Сводный рейтинг |
| Агрегатор          | Оценка          |
| ------------------ | --------------- |
| GameRankings       | 62,57 %         |
| Metacritic         | 67/100          |
| Иноязычные издания |                 |
| Издание            | Оценка          |
| IGN                | 7,5/10          |
| PC Gamer (UK)      | 60 %            |

Игра получила смешанные отзывы.